# Sumaila
Sumaila è una delle quarantaquattro aree a governo locale (local government areas) in cui è suddiviso lo stato di Kano, nella Repubblica Federale della Nigeria. Conta una popolazione di 253.661 abitanti.